# Acer yaoshanicum
Acer yaoshanicum é uma espécie de árvore do gênero Acer, pertencente à família Aceraceae.